# William Burroughs

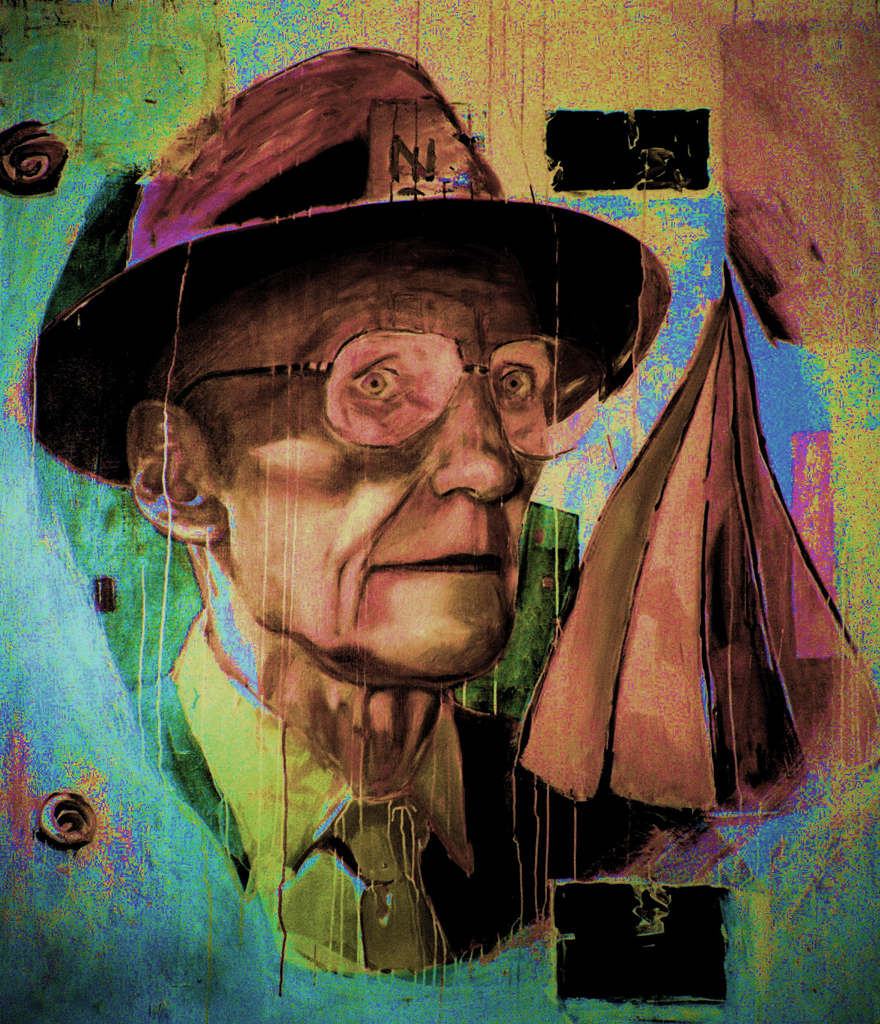
William Burroughs,
retratado por Christiaan Tonnis

William Seward Burroughs (San Luis, Misuri, 5 de febrero de 1914-Lawrence, Kansas, 2 de agosto de 1997) fue un novelista, artista visual, ensayista y crítico social estadounidense. Renovador del lenguaje narrativo y una de las principales figuras de la generación beat, etiqueta con la que nunca estuvo de acuerdo.

## Biografía
Burroughs nació en el seno de una familia acomodada. Su abuelo inventó una máquina de sumar que serviría para fundar la Burroughs Adding Machines, empresa que aún existe, aunque pasó a llamarse Burroughs Corporation antes de la fusión que la convertiría en Unisys. Terminó sus estudios en la Universidad de Harvard en 1936. Ya desde pequeño descubrió sus inclinaciones homosexuales y su pasión por las armas de fuego, que le acompañó toda su vida. Tras un periodo terriblemente autodestructivo durante los años cincuenta tras una primeriza incursión en la literatura pulp (es el caso de Yonqui), se dedicó a partir de los sesenta a escribir con bastante continuidad. Su obra tiene una importante carga autobiográfica, y en ella se plasma su adicción a diversas sustancias, como la heroína. La experimentación, el surrealismo y la sátira constituyen, además, algunos de los elementos más destacados de sus novelas. Sus primeras publicaciones se engloban dentro de la generación beat, el grupo de intelectuales y artistas estadounidenses que definieron y dieron forma a la cultura tras la Segunda Guerra Mundial. No en vano, Burroughs mantuvo importantes contactos con escritores como Allen Ginsberg, Gregory Corso, Jack Kerouac y Herbert Huncke. Con Allen Ginsberg (del que se cree que fue amante) mantuvo una duradera amistad, de cuya correspondencia escrita se han editado recopilaciones como el libro Las cartas de la ayahuasca. Pero la influencia de su literatura trascendió ampliamente este movimiento, dejándose sentir posteriormente en otras manifestaciones artísticas de tipo contracultural.
Estuvo unido a la escritora perteneciente a la generación beat Joan Vollmer, con quien tuvo un hijo. En una de sus huidas de la justicia estadounidense a México, bajo los efectos de la droga y el alcohol la pareja imitaría uno de los pasajes míticos de Guillermo Tell, cuando de un disparo fortuito William acabó con la vida de su esposa, de 28 años, accidente que marcaría un antes y un después en la obra literaria del autor, tal y como explica en el prólogo de su obra Queer. Fue declarado culpable de homicidio involuntario. Tras matar a su mujer, hizo desaparecer todas sus pertenencias.
En los años 1960 Burroughs se integró a la Iglesia de la Cienciología, que abandonó poco después. Consideró que las técnicas y filosofía de la cienciología le ayudaron y que sería necesario estudiarla más a fondo; pero era escéptico sobre la organización en sí, considerando que promovía un entorno que no aceptaba ninguna discusión crítica. Sus posteriores escritos críticos sobre esta organización le acarrearon una batalla epistolar. Ingresó en la Academia Estadounidense de las Artes y las Letras en 1984.

## Literatura
La obra de Burroughs comenzó siendo formalmente convencional aunque sus temáticas no lo eran. Es el caso de sus obras primerizas como Yonqui o Queer (Marica, que no fue publicada hasta 1985). Posteriormente se entregó a la experimentación formal con mayor o menor éxito. Técnicas como el cut-up, (que aprendió de su amigo Brion Gysin) consistente en colajes narrativos o un esfuerzo denodado por destruir las normas sintácticas y semánticas sin perder el sentido de lo relatado. De esta época proceden la trilogía Nova express, La máquina blanda y El ticket que explotó. No se debe considerar esta experimentación como algo sin objetivo. La peculiar filosofía de Burroughs, que en definitiva es la que ha dado trascendencia a su obra, es casi mesiánica. Según Burroughs, el ser humano está alienado por el lenguaje. Considera que el lenguaje (y las normas gramaticales y sintácticas que le caracterizan) es un organismo parásito, un virus, que ha elegido nuestras mentes como hábitat. El problema se complica porque los seres humanos infectados no saben que lo están. Para Burroughs, la auténtica revolución no es de índole social, sino mental. Deshacerse del virus lenguaje es el primer paso. La guerra contra este virus establece una continuidad en gran parte de su obra, donde los protagonistas (humanos, extraterrestres, seres inorgánicos, demonios) están claramente de un bando o de otro y se enfrentan violentamente, sin reglas de ningún tipo. Los esfuerzos de este autor por trascender las reglas del lenguaje consiguen finalmente destruir esa tiranía inherente, de tal manera que Burroughs consigue expresar imágenes y mundos como nadie ha podido antes. No se puede afirmar, empero, que haya conseguido este objetivo desde el primer momento. Las obras anteriormente mencionadas en ocasiones rozan la ilegibilidad y exigen un esfuerzo considerable por parte del lector. No es sino hasta su madurez, con la trilogía Ciudades de la noche roja, El lugar de los caminos muertos y Tierras del occidente donde este autor consigue el equilibrio entre accesibilidad, experimentación y revolución, pues regresaría a la escritura lineal con los aprendizajes de las técnicas experimentales con las cuales había trabajado.
En estos tres libros la destrucción del lenguaje se lleva a cabo de manera tan sutil que en la práctica el lector no se da cuenta de que en realidad el texto está violando todas las reglas del lenguaje, logrando además que el texto se transforme en imágenes de modo fluido.

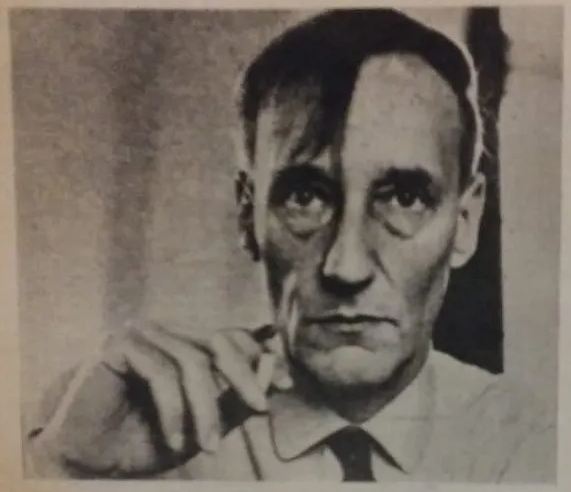
Burroughs en 1973.

## Obras
Burroughs escribió a lo largo de cuarenta años. Algunas de sus obras más relevantes son:
- Y los hipopótamos se cocieron en sus tanques (1953), con Jack Kerouac
- Yonqui (1953), bajo el seudónimo de Bill Lee
- Las cartas de la ayahuasca (1953), con A. Ginsberg
- El almuerzo desnudo (1959), escrita en Tánger, un lugar que apreció singularmente
- La máquina blanda (1961)
- El ticket que explotó (1962)
- Nova Express (1964)
- Los chicos salvajes (1971)
- Exterminador (1973)
- Ciudades de la noche roja (1981)
- El lugar de los caminos muertos (1984)
- Queer (1985)
- Tierras del Occidente (1987)
- Gato Encerrado (1986)
- El fantasma accidental
- Las últimas palabras de Dutch Schultz
- La revolución electrónica (1970)
- Snack
- Mi educación
- El metro blanco
- Ah Puch está aquí
- La máquina sumatoria (edición en español, por editorial Paradiso)

## Filmografía sobre Burroughs y su obra
- Junky's Christmas, de Nick Donkin y Francis Ford Coppola.
- Go Go Second Time Virgin, de Koji Wakamatsu.
- Four Films Tower Open Fire, de Antony Balch.
- Querelle, de Rainer Werner Fassbinder (narrador).
- William Burroughs, de Jean-Francois Vallée.
- Tokio Fist, de Shinya Tsukamoto.
- Psychic TV Ghost at Number 9, de Antony Balch.
- Visitor Q, de Takashi Miike.
- El almuerzo desnudo, de David Cronenberg.
- Drogas, amor y muerte (Drugstore Cowboy), de Gus Van Sant.
- A Man Within, de Yony Leyser.
- Kill Your Darlings (2013), de John Krokidas. Interpretado por Ben Foster.
- Queer (2024) de Luca Guadagnino. Interpretado por Daniel Craig.

En el álbum tributo a la banda de rock estadounidense The Doors llamado Stoned Immaculate: The Music of The Doors, del año 2000, en el tema «Is Everybody In?» aparece el escritor William Burroughs recitando poesía de Jim Morrison. 
William Burroughs aparece en el vídeo del tema «Just One Fix» del grupo Ministry.
El autor aparece como personaje de cómic, con el nombre de Billy Sorrows en la obra de Juanjo Guarnido y Juan Díaz Canales, Amarillo, de la serie BlackSad.
En la película "On The Road" (2012) de Walter Salles, basada en el libro homónimo de Jack Kerouac, Viggo Mortensen interpreta al personaje Old Bull Lee, identificado con Burroughs.
En 1986, la artista Laurie Anderson dirigió su película Home of the Brave (1986). Durante el segmento “Late Show” manipula una frase grabada por William S. Burroughs en su violín tape-bow. Laurie Anderson también grabó su tema "Language is a virus" utilizando el concepto homónimo de la novela de Burroughs "The Ticket That Exploded" y están vinculados en un CD llamado Laurie Anderson / John Giorno / William S Burroughs – You're The Guy I Want To Share My Money With.